# British Home Championship 1914
British Home Championship 1914 – trzydziesta edycja turnieju piłki nożnej między reprezentacjami z Wielkiej Brytanii. Tytułu broniła Anglia, jednak straciła go na rzecz Reprezentacji Irlandii, dla której był to dopiero drugi tryumf w tym turnieju i jednocześnie pierwsze mistrzostwo wywalczone samodzielnie. Sukces był tym większy, że Irlandczyk Samuel Young został królem strzelców turnieju (zdobył trzy gole). Były to ostatnie Mistrzostwa Brytyjskie rozegrane przed przerwą, którą spowodował wybuch I wojny światowej.

## Turniej
| 19 stycznia 1914 | Walia · Jones | 1 : 2 | Irlandia · Young · Gillespie | Racecourse Ground, Wrexham |
|                  |               |       |                              |                            |

| 14 lutego 1914 | Anglia | 0 : 3(0 : 2)Raport | Irlandia · Young · Gillespie · Lacey | Ayresome Park, Middlesbourgh Widzów: 25 000 Sędzia: Alexander A. Jackson |
|                |        |                    |                                      |                                                                          |

| 28 lutego 1914 | Szkocja | 0 : 0 | Walia | Celtic Park, Glasgow |
|                |         |       |       |                      |

| 14 marca 1914 | Irlandia · Young | 1 : 1 | Szkocja · Donnachie | Windsor Park, Belfast |
|               |                  |       |                     |                       |

| 16 marca 1914 | Walia | 0 : 2(0 : 0)Raport | Anglia · Smith 50' · Wedlock 70' | Ninian Park, Cardiff Widzów: 17 586 Sędzia: James Mason |
|               |       |                    |                                  |                                                         |

| 4 kwietnia 1914 | Szkocja · Thomson 2' · McMenemy 50' · Reid 67' | 3 : 1(1 : 1)Raport | Anglia · Fleming 15' | Hampden Park, Glasgow Widzów: 105 000 Sędzia: Herbert S. Balmett |
|                 |                                                |                    |                      |                                                                  |

## Tabela

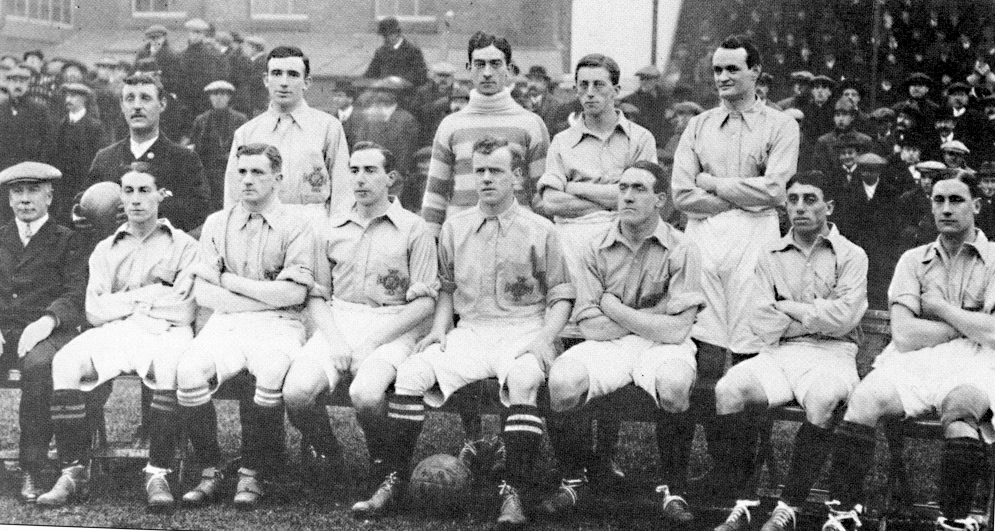
Irlandczycy - tryumfatorzy 30. turnieju British Home Championship

| Msc. | Zespół   | M | W | R | P | Br+ | Br- | Pkt |
| ---- | -------- | - | - | - | - | --- | --- | --- |
| 1    | Irlandia | 3 | 2 | 1 | 0 | 6   | 2   | 5   |
| 2    | Szkocja  | 3 | 1 | 2 | 0 | 4   | 1   | 4   |
| 3    | Anglia   | 3 | 1 | 0 | 2 | 3   | 6   | 2   |
| 4    | Walia    | 3 | 0 | 1 | 2 | 1   | 4   | 1   |

## Strzelcy
3 gole
- Samuel Young

2 gole
- Billy Gillespie

1 gol
- Evan Jones
- Bill Lacey
- Joseph Donnachie
- Joe Smith
- Billy Wedlock
- Charlie Thomson
- Jimmy McMenemy
- William Reid
- Harold Fleming